# Барделло
Барделло (італ. Bardello, п'єм. Bardello) — муніципалітет в Італії, у регіоні Ломбардія, провінція Варезе.
Барделло розташоване на відстані близько 540 км на північний захід від Рима, 60 км на північний захід від Мілана, 11 км на захід від Варезе.
Населення — 1580 осіб (2014).
Щорічний фестиваль відбувається 26 грудня. Покровитель — святий Степан.

## Демографія
Населення за роками:

Станом на 31 грудня 2014 року в муніципалітеті офіційно проживало 138 іноземців з 21 країни, серед них 37 громадян країн Євросоюзу та 2 громадяни України.

## Сусідні муніципалітети
- Безоццо
- Б'яндронно
- Брегано
- Гавірате
- Мальджессо